# Шумская, Людмила Юрьевна
Людмила Юрьевна Шумская (род. 1956) — советский и украинский хоровой дирижёр, педагог и общественный деятель; доцент (2002), профессор (2010). Является членом Национального всеукраинского музыкального союза.. Заслуженный деятель искусств Украины (2002).

## Биография
Родилась 12 декабря 1956 года в Черкассах.

### Образование
В 1972 году с отличием окончила дирижёрско-хоровое отделение Черкасского музыкального училища им. Гулака-Артемовского (обучалась у В. Ф. Мельника и Н. А. Вороновой). Затем в 1981 году также с отличием окончила дирижёрский факультет Киевской консерватории (ныне Национальная музыкальная академия Украины имени П. И. Чайковского) по классу народного артиста Украины, академика Академии искусств Украины, профессора О. С. Тимошенко. В 1989 году окончила аспирантуру Института искусствоведения, фольклористики и этнологии Академии наук Украины по специальности «Музыкальное искусство» (специализация — «Теория музыки»).

### Деятельность
Людмила Юрьевна Шумская является профессором кафедры вокально-хорового мастерства факультета культуры и искусств Нежинского государственного университета имени Николая Гоголя, заведующая секцией хорового дирижирования, автор исследований и учебно-методической литературы.

Л. Ю. Шумская, Л. В. Костенко и «Молодёжный хор „Світич“»

В 1993 году совместно с Л. В. Костенко создала концертный смешанный хор «Молодёжный хор „Світич“», с которыми ведёт организационную и концертную работу. Возглавляя хор, Л. Ю. Шумская стала лауреатом международных и украинских хоровых конкурсов и фестивалей: в Беларуси (1995, 2008), Венгрии (1995, 1996), Польше (1998, 2003, 2015, 2019), Италии (1998, 2008, 2010, 2012, 2016), Германии (1999, 2001, 2007), Франции (2009, 2013, 2014, 2018), Турции (2005, 2019), Сербии (2006), а также в Украине (1995, 2007, 2011, 2013, 2016, 2018); обладателем Золотой медали Первой всемирной хоровой Олимпиады (2000); лауреатом Всеукраинских конкурсов хорового искусства (1997, 2011). Концертный репертуар Шумской составляет более 350 хоровых произведений, среди которых украинские духовные песнопения, классические обработки украинских народных песен, произведения украинских и зарубежных композиторов — классиков и современников.
Людмила Юрьевна является автором проекта и председателем оргкомитета Всеукраинского юниорского конкурса вокального, дирижёрского и инструментально-исполнительского мастерства (с 2002 года ежегодно). В 2019 году конкурс был переименован во Всеукраинский юниорский конкурс музыкально-исполнительского мастерства имени академика Олега Тимошенко. Также Шумская является основателем и художественным руководителем фестиваля «Нежин-хор-фест» (с 2012 года — «Нежин-МУЗ-ФЕСТ»).
Заслуженный деятель искусств Украины (2002), награждена Почётной грамотой Президента Украины, а также Почётными грамотами Министерства образования и науки Украины, Министерства культуры Украины. Отличник образования Украины.
Является автором ряда научных трудов, а также трёх авторских свидетельств:
- Свидетельство о регистрации авторского права на произведение № 83629: Литературный письменное сочинение практического характера «Положение о проведении ежегодного городского музыкально-просветительского мероприятия» Нежин-Муз-Фест". Дата регистрации 12.12.2018.
- Свидетельство о регистрации авторского права на произведение № 83630: Учебное пособие «Хоровое дирижирование». Дата регистрации 12.12.2018.
- Свидетельство о регистрации авторского права на произведение № 83631: Литературный письменное сочинение практического характера «Положение о» XVII Всеукраинский юниорский конкурс вокального, дирижёрского и инструментально-исполнительского мастерства". Дата регистрации 12.12.2018.